# BLS Cargo
BLS Cargo AG (BLSC), basée à Berne, est une entreprise qui opère dans le transport ferroviaire transalpin de marchandises, avec un intérêt en Suisse, sur les axes de transit Lötschberg-Simplon et Gotthard. Elle transporte également des trains en dehors de la Suisse, y compris vers et depuis l'Allemagne, les Pays-Bas et l'Italie. Les actionnaires de BLS Cargo AG sont BLS AG (52%), le groupe SNCF (45%) et Ambrogio Trasporti (3%).

## Historique
À la suite de l'ouverture à la concurrence du marché intérieur suisse pour le transport ferroviaire des marchandises, BLS (entreprise) crée le 3 avril 2001, BLS Cargo SA, qui reprendra l'activité marchandise de BLS SA en 1er juillet 2001, un trafic fret concernant les trains de transit et de combiné sur l'axe transalpin nord-sud via le Lötschberg.
Avec une part de marché de 5% et n'ayant ni les moyens ni la force de frappe pour se développer à l'international, des partenaires stratégiques ont été recherchés à l'étranger. En juin 2002, après une augmentation du capital social, la DB Cargo prend une participation de 20% et la société de transport italienne "Ambrogio Trasporti", qui possédait ses propres terminaux dans le nord de l'Italie, a repris 2,3% des parts. La collaboration avec DB Cargo, ouvre l'accès au réseau Raillon (Pays-Bas/Danemark/Allemagne).
Le partenariat DB Cargo/ BLS Cargo permet de tripler ses parts de marché, passant de 5% avant 2002 à 15 % à la fin 2004.
BLS Cargo Italia Srl a été fondée en 2006 afin de pouvoir mieux opérer en Italie. Le siège social se trouve dans la gare de triage Domodossola II, située à Beura-Cardezza. Dans la même année, la compagnie a pleinement accès au réseau allemand et elle crée, le 18 juillet 2007, BLS Cargo Deutschland GmbH, basée en gare de triage de Weil am Rhein. DB Schenker (Railion Deutschland AG) augmente en 2008, son capital social de 20% à 45% et IMT de 2,3% à 3%, ce capital étant racheté par BLS AG en 2014. 
Le 15 juin 2007, le Tunnel de base du Lötschberg est ouvert au service commercial. Il permet des économies de traction et de charge des trains (1400 tonnes avec une seule locomotive). Le 11 décembre 2016, c'est le Tunnel de base du Saint-Gothard qui ouvert au service marchandise et BLS Cargo doit investir plus de 7 millions de francs suisses pour mettre à niveau les logiciels afin de permettre l'accès au tunnel par ses locomotives.
En 2017, le groupe SNCF prend une participation de 45% dans BLS Cargo. BLS SA en demeure le principal actionnaire à hauteur de 52%, les 3% restants étant toujours détenus par le groupe Ambrogio. Ce rachat permet une collaboration entre BLS Cargo et Captrain, le réseau européen de fret ferroviaire de la SNCF.
Le 5 mars 2019, le BLS Cargo filiale de BLS (entreprise) a trouvé un accord avec le groupe logistique international Rhenus pour reprendre l'intégralité des actions de la compagnie de fret Crossrail, avec effet rétroactif au 1er janvier 2019. Ce rachat de Crossrail Benelux est stratégique, car il donne accès, en plus du réseau de la Belgique, aux ports d'Anvers et de Zeebrugge.

## Société
Lors de la création de BLS Cargo, BLS SA sépare ses activités voyageurs, infrastructure et fret, mais le parc des locomotives (60) n'est pas divisé et reste à disposition des filiales au gré des besoins. Cependant, aucune de ces machines n'est apte à circuler à l'international. En 2002, la compagnie commande 10 locomotives de type Traxx F 140 AC, chez Bonbardier, immatriculées Re 485 001 - 010 et retire du service les Ae 4/4.
En mai 2003, le corridor transalpin du Gothard est ouvert à la concurrence et le partenariat DB Cargo/ BLS Cargo développe leur activité sur cet axe. En cette même année, DB Cargo change de nom pour devenir Raillon Germany et en 2004, la compagnie commande à Bonbardier, dix locomotives supplémentaires numérotées Re 485 011 - 020, puis en 2007, six autres locomotives multisystème de type Traxx F 140 AC 1, numérotées Re 486. Pour compléter son parc de véhicules, la société loue six Traxx F 140 MS à la Société Railpool.
En 2015, la compagnie commande à Siemens 15 Vectron MS, des machines d'une puissance de 6.4 kW, aptes à rouler à 200 km/h dans cinq pays, Allemagne, Autriche, Pays-Bas, Suisse et Italie. En Suisse, livrées entre 2016 et 2017, elles sont immatriculées Re 475 4101 à 4015. En 2019, BLS Cargo annonce une commande supplémentaire de Vectrons MS, livrable entre 2020 et 2026. Le groupe BLS, investit également dans la rénovation des Re 465.
En 2019, le bilan économique se présente avec 22 000 trains pour un chiffre d'affaires de 263 millions d'Euros pour une part de marché de 28%, avec 350 collaborateurs dans quatre pays et 150 coordinateurs chez BLS AG.
Pour l'année 2020, avec la pandémie, le chiffre d'affaires a baissé de 5.5 % pour s'établir 277 millions de francs suisses, le volume du trafic ayant baissé de 10%. Il est important également de signaler qu'en 2020, l'axe du Lötschberg a été fermé plusieurs mois durant les mois d'été.

### Accident Ferroviaire
Le 2 avril 2020, un train de ferroutage transalpin de BLS Cargo a déraillé près de la ville d'Auggen en Allemagne, dans la vallée du Rhin (Bade-Wurtemberg), à la suite d'une collision avec une partie en béton d'un pont qui s'est effondré sur la voie. Le mécanicien, âgé de 51 ans, a été tué et trois autres personnes ont été blessées. Le train transportait plusieurs poids-lourds. La locomotive Re 485 004 a été détruite,.

## Matériel roulant
En 2020, la compagnie possède plus d'une centaine de locomotives (privées et louées), soit:
- 15 Re 425
- 13 Re 465
- 19 Re 485
- 10 Re 486
- 1 Br 185 Traxx AC 2, mise en service en 2009
- 6 Br 186 Traxx, mises en service entre 2006 et 2007
- 5 Br 187 Bombardier LM (Last Mile), mises en service entre 2013 et 2014
- 10 Br 193
- 23 Re 475 Vectron MS, mises en service entre 2016 et 2018[8].

## Prix
BLS Cargo remporte le Swiss Logistics Award 2014 avec « Une locomotive – quatre pays », pour avoir un transport de marchandise à travers quatre pays, sans changer de locomotive, un prix délivré depuis 1996, par GS1 Suisse qui récompense les nouvelles réalisations logistiques pionnières. Cette association, active dans 140 pays, offre ainsi une visibilité sur la place internationale,.

## Certification européenne
L'Agence ferroviaire européenne, en collaboration avec les autorités nationales de la Suisse, de l'Allemagne, de l'Autriche et de l'Italie, a accordé à BLS Cargo les certificats de sécurité uniques pour les cinq prochaines années. Avec la licence d'accès au réseau, c'est la condition préalable pour que BLS Cargo soit autorisé à opérer en tant que chemin de fer de fret dans les pays mentionnés.

## Sources et Références
1. 1 2 3 4 5 6  Rail passion, N° 296, juin 2022, pages 68-75
2. 1 2 3  Communiqué de presse de BLS
3. ↑  « Supply Chain Magazine », 16 février 2017 (consulté le 20 juin 2022)
4. ↑  Communiqué de BLS du 7 mars 2019
5. ↑  (en) « Communiqué de presse BLS Cargo », 23 mars 2021 (consulté le 21 juin 2022)
6. ↑  « Un train marchandise du BLS déraille: un mort, 20 minutes », 3 avril 2020 (consulté le 23 juin 2022)
7. ↑  « Un train marchandise du BLS déraille: un mort, 24 Heures », 3 avril 2020 (consulté le 23 juin 2022)
8. ↑  « Passiontrain.ch » (consulté le 22 juin 2022)
9. ↑  « Innovation in rail freight BLS Cargo wins Swiss Logistics Award 2014 », 2 décembre 2014
10. ↑  (en) « Media News BLS Cargo », 24 novembre 2021